# Klinttjärnen (Ramsbergs socken, Västmanland)
Klinttjärnen är en sjö i Lindesbergs kommun i Västmanland och ingår i Norrströms huvudavrinningsområde.